# Finding Favour
 (mars 2020).
Finding Favour est un groupe américain de musique chrétienne contemporaine originaire de Géorgie. Le groupe est signé sur le label Gotee Records. Ils ont sorti deux albums studio et un EP, qui obtenu un accueil critique positif. De plus, leurs singles ont connu des succès commerciaux et radiophoniques.

## Historique
En 2005, Finding Favour est formé à Vidalia, en Géorgie, composé de Blake NeeSmith, Allen Dukes, Dustin Daniels et Ricky Dunn. Nathan Tomberlin a rejoint le groupe en 2008. Dunn a démissionné plus tard cette année-là et a été remplacé par Aaron Tomberlin. Nathan et Aaron ont démissionné en 2012 et Joshua Duckworth ait rejoint le groupe peu après. En 2012, le groupe est signé chez Gotee Records. Le 12 mars 2013, Finding Favour a sorti son EP du nom éponyme. Finding Favour EP avait deux singles: Slip On By qui figurait à un sommet du n° 22 sur le classement Billboard Christian Songs et Shake the World qui culminait au n° 27 sur le même classement,. Le groupe a sorti Reborn, leur premier album studio, le 23 juin 2015 chez Gotee Records. 

## Membres
Membres actuels
- Blake NeeSmith - chant
- Allen Stanford Dukes - guitare
- Joseph Dustin Daniels - guitare basse
- Joshua Duckworth - batterie

Anciens membres
- Danny Richard Dunn - chant, guitare solo
- Nathan Tomberlin - batterie
- Aaron Tomberlin - guitare

## Discographie

### Albums studio
| Titre         | Détails de l'album                                                     | Meilleure position | Meilleure position |
| Titre         | Détails de l'album                                                     | US Chrétien        | US Heat            |
| ------------- | ---------------------------------------------------------------------- | ------------------ | ------------------ |
| Reborn        | - Fabriqué: 23 juin 2015 - Label: Gotee - CD, téléchargement numérique | 2                  | -                  |
| Farewell Fear | - Fabriqué: 25 août 2017 - Label: Gotee - CD, téléchargement numérique | -                  | -                  |

### Singles
| Année | Chanson         | Meilleure position | Meilleure position | Album         |
| Année | Chanson         | US Chrétien        | Christian Airplay  | Album         |
| ----- | --------------- | ------------------ | ------------------ | ------------- |
| 2015  | "Cast My Cares" | 15                 | 10                 | Reborn        |
| 2016  | "Refuge"        | 25                 | 16                 | Reborn        |
| 2016  | "Be Like You"   | 45                 | 26                 | Reborn        |
| 2017  | "It Is Well"    | -                  | 37                 | Farewell Fear |
| 2017  | "Get Down"      | -                  | 38                 | Farewell Fear |